# Tallero del Vallese
Il tallero è stata una moneta d'argento emessa nel cantone Vallese fino al 1798. Era suddiviso in 40 Batz, ognuno di 4 kreuzer. Fu sostituito dal Frank della Repubblica elvetica nel 1798. Le monete del Vallese furono quasi tutte coniate dai vescovi. 

## Monete
Le prime monete assimilabili al tallero sono dei Guldiner coniati nel 1498.
| Vescovo                     | anni       | moneta                                 |
| --------------------------- | ---------- | -------------------------------------- |
| Niklaus Schinner            | 1496-1499  | Guldiner (1498)                        |
| Matthäus Schiner            | 1499-1522  | Doppleguldiner (1501); Guldiner (1501) |
| Philip II Platea            | 1522 -1529 | Guldiner (1528)                        |
| Adrian I von Riedmatten     | 1529-1548  | -                                      |
| Johann Jordan               | 1548-1565  |                                        |
| Hildebrand I von Riedmatten | 1565-1604  | Taler (s.i.a.)                         |
| Hildebrand Jost             | 1613-1638  | 1/2 Taler (1624)                       |
| Adrian III von Riedmatten   | 1640-1646  | -                                      |
| Adrian V von Riedmatten     | 1672-1701  | -                                      |

Alla fine del XVIII secolo erano coniate monete di biglione dal valore di 1, 2, 4, 6 e 12 kreuzer; le monete da 2 e 4 kreuzer erano anche denominate da ½ ed 1 batz. Nel 1777 fu coniata anche una moneta d'argento da 20.